# Pomacentrus polyspinus
Pomacentrus polyspinus är en fiskart som beskrevs av Allen, 1991. Pomacentrus polyspinus ingår i släktet Pomacentrus och familjen Pomacentridae. Inga underarter finns listade i Catalogue of Life.